# Alessandro Vezzosi
Alessandro Vezzosi (Vinci, 1950) è un critico d'arte italiano, studioso di Leonardo da Vinci, artista, esperto di studi interdisciplinari e museologia creativa.

## Biografia
È autore di centinaia di mostre, pubblicazioni e conferenze, in Italia e all'estero (dagli Stati Uniti al Giappone) su Leonardo da Vinci e il Rinascimento, arte contemporanea e design. Tra gli altri, è stato il primo studioso dell'Arman Hammer Center for Leonardo Studies dell'Università della California a Los Angeles (1981), diretto da Carlo Pedretti. Ha insegnato all'Università del Progetto di Reggio Emilia ed è professore onorario dell'Accademia delle arti del disegno di Firenze. Ha iniziato come artista, dal 1964 al 1971, vincendo numerosi premi in concorsi di pittura. Negli anni Settanta è stato fondatore dell'Archivio Leonardisimi e di Strumenti-Memoria del Territorio, ha coordinato "ArteCronaca", è stato consulente storico-artistico del Comune di Vinci e ha collaborato alle pubblicazioni sulla Toscana e su Leonardo, di arte moderna e contemporanea. Nel 1980 ha curato il Centro di Documentazione Arti Visive del Comune di Firenze (con Maurizio Nannucci).
È fondatore e direttore del Museo ideale Leonardo da Vinci con il nascente “Giardino di Leonardo e dell'Utopia” a Vinci, vicino a Firenze.
Nel 2005, nel Museo ideale Leonardo da Vinci, ha presentato la scoperta del professor James Beck un autoritratto in marmo di Michelangelo Buonarroti.
Nel 2011 ha presentato a Caprese Michelangelo, insieme a Claudio Strinati, l'Autoritratto in marmo di Michelangelo Buonarroti che è stato pubblicato su "Michelangelo Assoluto" di Scripta Maneant.
Le sue opere sono state tradotte in 18 lingue.

## Opere
Le opere pubblicate di Alessandro Vezzosi, dal 1980, comprendono:
- Leonardo's return to Vinci-Leonardo, Poussin, Rubens. Introduzione di Carlo Pedretti. Exhibition displayed at American Museums, from Berkeley (University Art Museum) to Princeton. New York: Johnson Reprint Corporation, 1981
- Il giardino d'Europa: Pratolino come modello nella cultura europea. Milano, Mazzotta, 1986
- Leonardo: art utopia and science = Leonardo: arte utopia e scienza. Firenze, Giunti Barbèra, 1987
- Leonardo: scomparso e ritrovato. Firenze, Giunti, 1988
- Il tesoro dell'architettura. Cleto Munari (1980-1990) = The treasure of architecture. Cleto Munari (1980-1990). Firenze, Edifir, 1993
- Cd-rom Leonardo. La Pittura. Firenze, SCALA-EMME (tradotto in francese, inglese e tedesco), 1995
- Leonardo da Vinci: arte e scienza dell'universo, collezione "Universale Electa/Gallimard" (n° 73). Trieste: Electa/Gallimard. ISBN 9788844500832, 1996
- Léonard de Vinci : Art et science de l'univers, collection "Découvertes Gallimard" (n° 293). Paris: Gallimard. ISBN 9782070348800, 1996
- Leonardo da Vinci: Renaissance man, New Horizons series. London: Thames & Hudson. ISBN 050030081X, 1997
- Leonardo da Vinci: The Mind of the Renaissance, Abrams Discoveries series. New York: Harry N. Abrams. ISBN 9780810928091, 1997
- Leonardo, mito e verità: riscoperte, attualità e nodi della conoscenza. Vinci: Museo Ideale Leonardo da Vinci, 2006
- Leonardo Infinito. Reggio Emilia: Scripta Maneant, 2008
- Joconde. Da Monnalisa alla Gioconda nuda. Museo Ideale Leonardo Da Vinci. Edizione ADARTE, 2009
- La Gioconda è Nuda. Riscoperte e nuove icone a cura di Agnese Sabato. Ed. JFK Edizioni. ISBN 978-88-89965-80-1, 2010
- Claudio Strinati, Alessandro Vezzosi, Raffaello Universale. Reggio Emilia: Scripta Maneant, 2010
- Leonardo e l'idea della bellezza = Leonardo and the idea of beauty. Tokyo: Mainichi Shinbunsha, 2011
- Mona Lisa Unveiled. RSM: JFK Edizioni. ISBN 978-88-89477-41-0, 2011
- La forza di un’idea visiva. Archivio Leonardismi. Vinci, 2012
- Michelangelo Assoluto. Reggio Emilia: Scripta Maneant, 2012
- Vinci e Leonardo n.6 novembre-dicembre. Ed. Strumenti – Memoria del Territorio. Vinci, 2013
- Alessandro Vezzosi e Agnese Sabato (a cura di), La Gioconda è Nuda. Ed. Strumenti Memoria del Territorio. ISBN 978-88-902625-4-8, 2013
- Leonardo-Mona Lisa-The myth, Taipei, Mediasphere, 2013
- Leonardo. La pittura: un nuovo sguardo, Giunti editore, Firenze, 2018
- Leonardo Da Vinci: The Complete Paintings in Detail, Prestel Publishing, München, 2019